# San Vitero
San Vitero est une municipalité espagnole de la communauté autonome de Castille-et-León et de la province de Zamora. En 2015, elle compte 563 habitants.

## Géographie
La municipalité de San Vitero est située dans le comarque d'Aliste (en), au nord-ouest de la province, à 68 km de Zamora. La frontière avec le Portugal n’est qu’à 12 kilomètres.
Sur le territoire municipal se trouvent les localités de El Poyo (es), San Cristóbal de Aliste (es), San Juan del Rebollar (es), San Vitero et Villarino de Cebal (es).
San Vitero a une superficie de 64,05 km 2. La munnicipalité dispose de remarquables sites naturels, étant donné sa proximité avec la Sierra de la Culebra (en).

## Histoire
L'existence de vestiges archéologiques comme un taureau pré-romain (un veau) et un milliaire (le "Mile VI") de la chaussée romaine de l'"Itinéraire XVII" d’Antonino, qui reliait Astúrica et Braccara Augusto et traversait les comarques zamoranes de La Carballeda (en) et Aliste (en), prouve l’existence de peuplement dans la région de San Vitero depuis l’époque préromaine. Cependant, l’emplacement actuel du miliaire n’est pas l’original, puisque la voie romaine entrait à Aliste par San Pedro de las Herrerías (es) et continuait pour traverser le fleuve Manzanas en Moldones (es) vers le Portugal. Dans tous les cas, on peut aussi observer dans certaines maisons de la localité des restes de stèles romaines, ce qui donnerait la preuve d'une présence romaine dans la localité actuelle ou son environnement le plus proche.
Au Moyen Âge, après la naissance du royaume de León en 910, le territoire de San Vitero fut intégré dans ce dernier, souffrant après l’indépendance du Portugal, en 1143, du fait des conflits qui ont surgi entre les royaumes leonais et portugais pour le contrôle de la comarque d’Aliste.
À l’époque contemporaine, avec la création des provinces actuelles en 1833, San Vitero a été rattaché à la province de Zamora et la région de León, restant intégré avec la création des districts judiciaires en avril 1834 dans celui d’Alcañices, fait qui a duré jusqu’en 1983, quand ce dernier a été supprimé et intégré dans le district judiciaire de Zamora.
Vers 1850, la municipalité de San Vitero a connu son principal élargissement, en intégrant dans sa municipalité les localités de San Cristóbal de Aliste (es), San Juan del Rebollar (es) et Villarino de Cebal (es). Cependant, son extension actuelle date de 1970, lorsque le hameau d’El Poyo (es), qui avait été intégré vers 1850 dans la municipalité de Viñas, a été séparé de celui-ci pour être intégré dans la municipalité de San Vitero.

## Population
La municipalité est divisée en cinq agglomérations, qui possédaient les populations suivantes en 2019 selon l’INE :
| Agglomérations               | Population |
| ---------------------------- | ---------- |
| San Vitero                   | 253        |
| San Juan del Rebollar (es)   | 163        |
| El Poyo (es)                 | 62         |
| San Cristóbal de Aliste (es) | 31         |
| Villarino de Cebal (es)      | 7          |

## Monuments et sites touristiques
La vieille ville de San Vitero conserve des exemples de son architecture traditionnelle en pierre, ses principaux bâtiments étant l’église paroissiale de San Víctor, dont le portique est remarquable, et l’ermitage du Cristo del Campo (es). La place principale et l’église sont toutes deux occupées par le taureau préromain et le milliaire.

## Source
- (es) Cet article est partiellement ou en totalité issu de l’article de Wikipédia en espagnol intitulé « San Vitero » (voir la liste des auteurs).